# Saar-Lor-Lux Ticket

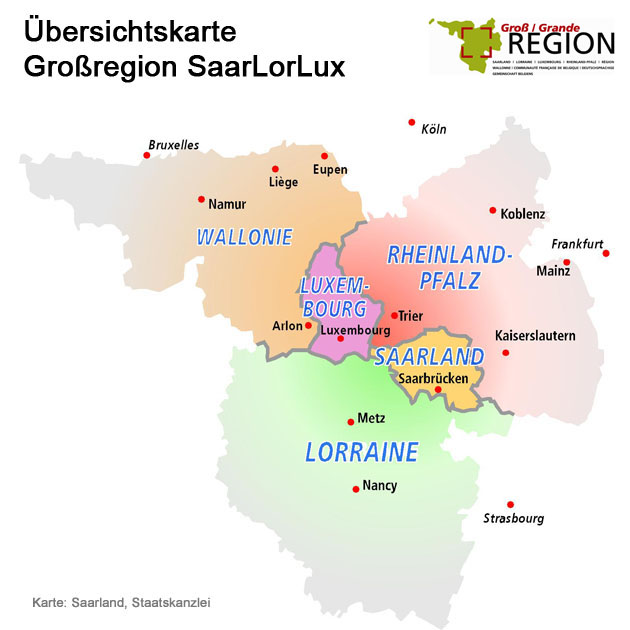
Carte de la Grande Région Saar-Lor-Lux

Saar-Lor-Lux Ticket est le nom d'un titre de transport journalier valable en 2e classe pendant les week-ends dans les trains régionaux de Sarre, Lorraine et Luxembourg (Grande Région). Cette offre s'adresse aux déplacements de loisirs et de tourisme.
Ce titre de transport international est dû à la coopération des collectivités publiques soucieuses de favoriser les déplacements entre les trois pays, et des entreprises ferroviaires concernés, Deutsche Bahn, SNCF et CFL.

## Histoire
Le ticket journalier Saar-Lor-Lux est lancé le 30 mai 1999.
En juin 2020, le parti vert allemand propose d'offrir le ticket Saar-Lor-Lux à tous les jeunes de 18 ans.

## Réseau
- Allemagne : Tous les trains de la DB Regio dans la Sarre, sur la ligne Sarrebruck-Trèves, ainsi que quelques trains régionaux à la frontière.
- France : Tous les trains en Lorraine (sauf Intercity-Express et TGV)
- Luxembourg : Tous les trains (sauf Intercity-Express et TGV)

## Liens
- Site de la DB
- Site de la CFL
- Site de la SNCF